# کیمبه
کیمبه (به انگلیسی: Kimbe) مرکز استان بریتانیای نو غربی، واقع در کشور پاپوآ گینه نو است.